# Золотовицкий, Игорь Яковлевич
И́горь Я́ковлевич Золотови́цкий (род. 18 июня 1961, Ташкент, СССР) — советский и российский актёр театра и кино, театральный педагог. Ректор Школы-студии МХАТ с 2013 года. Заслуженный артист Российской Федерации (04.10.2002). Заслуженный деятель искусств Российской Федерации (11.03.2020).

## Биография
Игорь Золотовицкий родился 18 июня 1961 года в Ташкенте, в семье Якова Соломоновича Золотовицкого, родом из Смоленска, и Софьи Григорьевны Золотовицкой, родом из Кривого Рога.
- В 1983 году окончил Школу-студию МХАТ (курс Виктора Монюкова)[2].
- С 1989 года — педагог Школы-студии МХАТ, профессор.
- С 2013 года — ректор Школы-студии МХАТ.
- В 1995—2001 годах был одним из режиссёров-постановщиков дог-шоу «Я и моя собака» на телеканале НТВ[3], в 1996 году — одним из ведущих короткой познавательной передачи «Живые новости» на том же канале[4].
- С 1 ноября 2016 года по декабрь 2018 — заместитель художественного руководителя МХТ имени А. П. Чехова.

### Семья
Жена — актриса Вера Харыбина.
Дети: Алексей Золотовицкий (род. 18 марта 1988) — в 2014 году окончил режиссёрский факультет ГИТИСа (мастерская Олега Кудряшова). Живёт в Израиле.  Александр Золотовицкий (род. 5 сентября 1997) — в 2019 году окончил Школу-студию МХАТ (мастерская Дмитрия Брусникина), в 2023 году — режиссёрский факультет ГИТИСа (мастерская Олега Кудряшова), работает с музыкальной группой.

## Творчество

### Роли в театре
Московский художественный театр им. А. П. Чехова
- 2001 — «№ 13» Рэй Куни. Режиссёр: Владимир Машков — Ронни[6]
- 2003 — «Последняя жертва» А. Н. Островского. Режиссёр: Юрий Ерёмин — Салай Салтанович[7]
- 2003 — «Осада» Е. Гришковца. Режиссёр: Евгений Гришковец — Первый воин[8]
- 2004 — «Изображая жертву» Братьев Пресняковых. Режиссёр: Кирилл Серебренников — Закиров[9]
- 2011 — «Мастер и Маргарита» М. Булгакова. Режиссёр: Янош Сас — Берлиоз
- 2011 — «Дом» Е. Гришковца. Режиссёр: Сергей Пускепалис — Игорь
- 2014 — «Пьяные» И. Вырыпаева. Режиссёр: Виктор Рыжаков — Карл
- 2014 — «Иллюзии» И. Вырыпаева. Режиссёр: Виктор Рыжаков
- 2021 — «Чайка» А. П. Чехова. Режиссёр: О. Коршуновас — Евгений Сергеевич Дорн (ввод)
- 2022 — «Сирано де Бержерак» Э. Ростана. Режиссёр: Егор Перегудов — граф де Гиш

Другие театры
- 1997 — «Смуглая леди сонетов». Режиссёр: Роман Козак. Театр Et cetera. — Часовой
- 2000 — «Шейлок (Венецианский купец)». Режиссёр: Роберт Стуруа. Театр Et cetera.
- 2005 — «Быстрее, чем кролики». Театр «Квартет И».
- 2019 — «Блаженный остров». Режиссёр: Михаил Бычков. Театр Et cetera. — Савватий Савельевич Гуска

### Фильмография
| Год       |    | Название                                | Роль                                                       |
| --------- | -- | --------------------------------------- | ---------------------------------------------------------- |
| 1984      | ф  | Егорка                                  | Рыбаков, гидроакустик                                      |
| 1984      | ф  | Знак Саламандры                         | пожарный                                                   |
| 1985      | ф  | Непрофессионалы                         | Булочка                                                    |
| 1987      | ф  | С роботами не шутят                     | робот-присяжный заседатель                                 |
| 1989      | ф  | В городе Сочи тёмные ночи               | сексуально озабоченный                                     |
| 1990      | ф  | Такси-блюз                              | Петюнчик                                                   |
| 1990      | ф  | Закат                                   | Лёвка                                                      |
| 1991      | ф  | За день до...                           | Дима                                                       |
| 1990      | ф  | Сломанный свет                          | Олег, актёр «Ленкоцерта»                                   |
| 1992      | ф  | Луна-парк                               | хозяин ресторана                                           |
| 1992      | ф  | Прорва                                  | таксист                                                    |
| 1995      | с  | Русский проект                          | прохожий (ролик «Помни о близких»)                         |
| 1998      | ф  | Чехов и Ко                              | продавец-немец (1-я серия, новелла «Забыл»)                |
| 1998      | ф  | Сочинение ко Дню Победы                 | психолог                                                   |
| 1999      | ф  | Мама                                    | администратор психиатрической лечебницы                    |
| 2000      | ф  | Летний дождь                            | Дима                                                       |
| 2000      | ф  | Москва                                  | Высокий                                                    |
| 2001      | с  | Марш Турецкого 2                        | Иван Игнатьевич Шацких (фильм № 7 «Просроченная виза»)     |
| 2001      | ф  | Пятый угол                              | Виктор Чагин                                               |
| 2002      | ф  | Летний дождь                            | Дима                                                       |
| 2003      | ф  | Зажигайка                               | Вовчик                                                     |
| 2003      | с  | Каменская 3                             | Валерий Папоров, продюсер (фильм № 2 «Когда боги смеются») |
| 2003      | с  | Сыщики 2                                | Лепёсткин (серия «Огонь небесный»)                         |
| 2004      | ф  | Ландыш серебристый 2                    | Евгений Коралов                                            |
| 2004      | ф  | Удалённый доступ                        | Андрей                                                     |
| 2005      | ф  | Самая красивая                          | Мэн                                                        |
| 2005      | ф  | Роман ужасов                            | Юр Юрыч                                                    |
| 2005      | ф  | Нечаянная радость                       | Николай Будько                                             |
| 2005      | ф  | Дура                                    | Иван Агеев                                                 |
| 2005      | ф  | Взять Тарантину                         | Найхал, сын Нальхана                                       |
| 2005—2006 | с  | Люба, дети и завод                      | Жорик Орлов                                                |
| 2006      | ф  | Счастье по рецепту                      | Аркадий Пузайцер                                           |
| 2006      | ф  | Три полуграции                          | Илья, муж Натальи                                          |
| 2006      | ф  | Заяц над бездной                        | Малай                                                      |
| 2007      | ф  | Охламон                                 | продюсер                                                   |
| 2007      | ф  | Грустная дама червей                    | Вадим                                                      |
| 2007      | ф  | Подруга банкира                         | Манякин, муж Евгении                                       |
| 2008      | с  | Сыщик Путилин                           | агент Гайпель                                              |
| 2008      | ф  | Антисекс                                | Роман Салаватович, режиссёр                                |
| 2008      | ф  | Короли игры                             | Геннадий Горин, брошенный муж (2-я и 3-я серии)            |
| 2008      | ф  | Неодинокие                              | Эдуард Цветков, муж Аллы                                   |
| 2008      | ф  | Не отрекаются любя                      | Влад                                                       |
| 2008      | ф  | Цыганочка с выходом                     | Лаце, цыганский барон                                      |
| 2009      | с  | Журов                                   | Виталий Митин, фотограф (фильм № 3 «Старые доски»)         |
| 2009      | с  | Когда падают горы                       | Алишер Цаев, олигарх                                       |
| 2009      | ф  | Сердце капитана Немова                  | Георгий Яковлевич, кардиолог                               |
| 2010      | с  | Севастопольские рассказы                | ведущий                                                    |
| 2010      | ф  | Судьбы загадочное завтра                | Барвало, цыганский барон                                   |
| 2010      | ф  | 220 вольт любви                         | Альберт Пшено, нотариус                                    |
| 2010      | ф  | Счастье по контракту                    | Валерий                                                    |
| 2011      | с  | Фарфоровая свадьба                      | Илья Владимирович                                          |
| 2012      | ф  | Краткий курс счастливой жизни           | Александр                                                  |
| 2012      | ф  | Большая ржака                           | директор водочного завода                                  |
| 2013      | ф  | Быстрее, чем кролики                    | Гарик                                                      |
| 2013      | ф  | Не бойся, я с тобой! 1919               | Абдулла, глава банды наёмников                             |
| 2014      | с  | Манекенщица                             | Леонид Темников, отец Вадима                               |
| 2015      | ф  | Пансионат «Сказка», или Чудеса включены | Борис Ильич Курёнок, директор турагентства                 |
| 2016      | ф  | Коллектор                               | Курчатов, журналист, ведущий радио «Эхо Москвы» (голос)    |
| 2017      | ф  | Вы все меня бесите!                     | Андрей Петрович                                            |
| 2017      | с  | Актриса                                 | директор театра                                            |
| 2018      | ф  | История одного назначения               | Николай Ильич, управляющий имением графа Л. Н. Толстого    |
| 2018      | ф  | День до                                 | Данила Сергеевич, режиссёр                                 |
| 2019      | ф  | На Париж                                | француз                                                    |
| 2019      | тф | Одесский пароход                        | врач медпункта                                             |
| 2021      | ф  | Love                                    | Николай                                                    |
| 2023      | с  | Валюша                                  | Лев Борисович                                              |
| 2023      | с  | Актрисы                                 | Геннадий Сергеевич                                         |
| 2023      | с  | Библиотекарь                            | Лагудов                                                    |
| 2024      | с  | Я не могу без тебя                      | отец Аркадия                                               |
| 2024      | с  | Мосгаз. Дело №10: Метроном              | Ольшевский, директор Москонцерта                           |
| 2025      | с  | Цыгане. Улица Шекспира                  | Червоня, цыганский барон                                   |